# Peperomia tamayoi
Peperomia tamayoi är en pepparväxtart som beskrevs av Trel. & Yunck.. Peperomia tamayoi ingår i släktet peperomior, och familjen pepparväxter. Inga underarter finns listade i Catalogue of Life.